# Мъркюри-Атлас 2

## Цели
Мисията Мъркюри-Атлас 2 (МА-2) (на английски: Mercury-Atlas 2) e част от програма „Мъркюри“. Планирано е извършване на суборбитален космически полет с ракетата-носител Атлас D, неин трети старт в програмата. Основната задача е изпитване устойчивостта на космическия кораб при критични условия и температури при спуска му към Земята при аварийно прекъсване на полета и пригодността на ракетата за това.

## Полетът
С цел избягване аварията, получила се при мисия Мъркюри-Атлас 1 ракетата-носител е модернизирана за този старт. Добавени са допълнителни ребра от неръждаема стомана за резервоарите и тънко азбестово покритие между тези ребра и стените на резервоара. Независимо че е безпилотна мисия, корабът е снабден и със система за аварийно спасяване.
Полетът е напълно успешен. Той продължава 17 минути и 56 секунди, достига височина 183 км и скорост 21 287 км/ч. Всички поставени задачи са изпълнени. Капсулата се приземява на 2305 км от стартовата площадка. Максималното ускорение е 156 м/сек2 (G = 15,9).

## Днес
Капсулата „Мъркюри“ № 6, участвала в полета днес е изложена в Museum of Natural Science, Хюстън, щата Тексас.